# Isidor Straus
Isidor Straus (Otterberg, 6 febbraio 1845 – Oceano Atlantico, 15 aprile 1912) è stato un imprenditore e politico tedesco naturalizzato statunitense, co-proprietario della catena di distribuzione Macy's insieme al fratello Nathan.

## Biografia
Isidor Straus nacque a Otterberg, in Germania. Era il primo dei cinque figli di Lazarus Straus (1809-1898) e della sua seconda moglie Sara (1823-1876). I suoi fratelli erano Hermine (1846-1922), Nathan (1848-1931), Jakob Otto (1849-1851) e Oscar Solomon Straus (1850-1926). Nel 1854 Isidor e la sua famiglia emigrarono negli Stati Uniti, stabilendosi a Talbotton, in Georgia, dove Rowland Hussey Macy consentì agli Straus di aprire un reparto di stoviglie nello scantinato del suo negozio. Nel 1895 l'azienda di Macy venne comprata da Isidor e Nathan. Nel 1894, in seguito alle dimissioni di Ashbel P. Fich, Straus si candidò per il Partito Democratico alla Camera dei rappresentanti degli Stati Uniti, risultandone eletto. Mantenne la carica fino al 3 marzo 1895.

## Vita privata

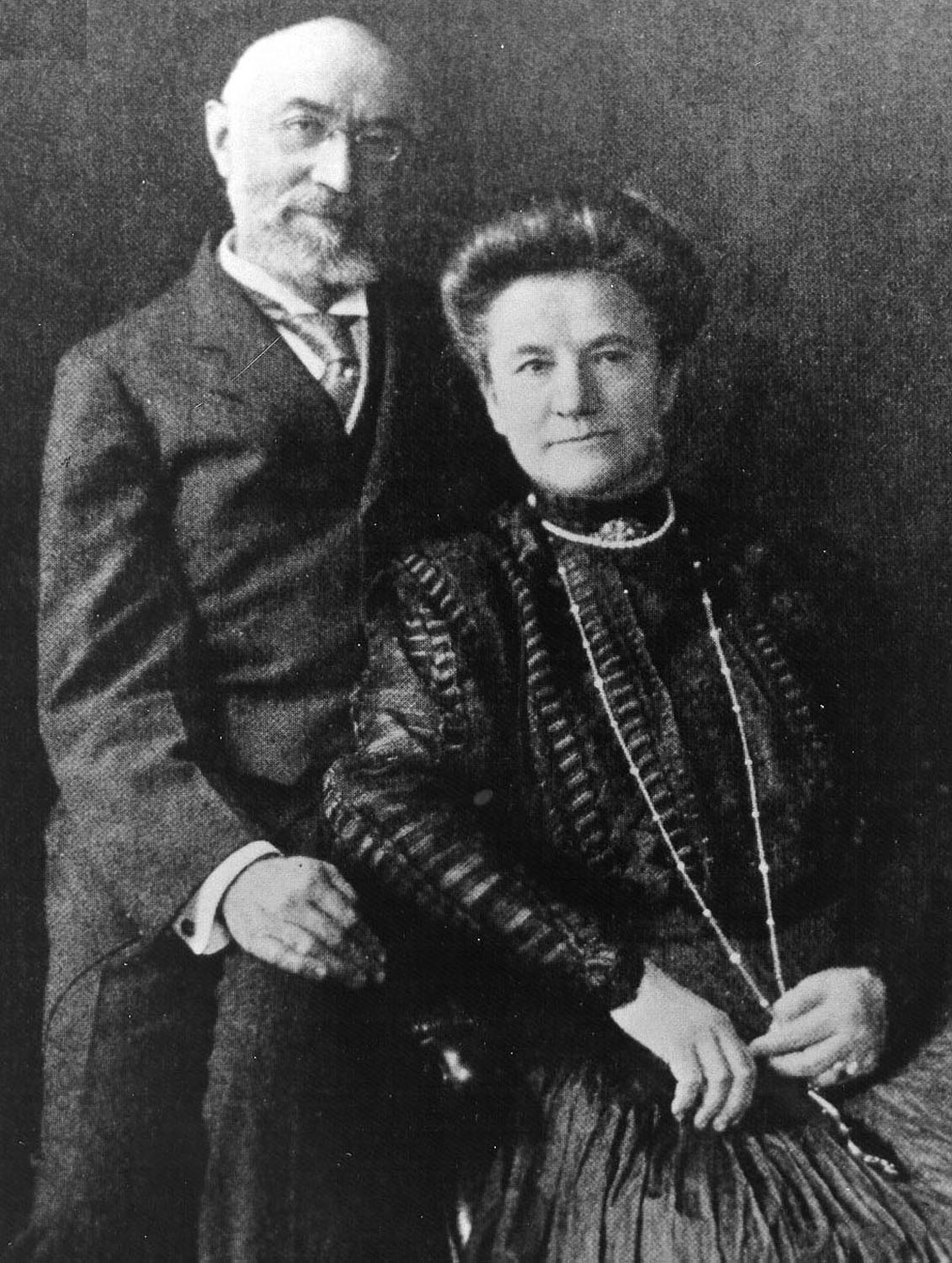
Isidor Straus con la moglie Ida

Nel 1871 Isidor sposò Rosalie Ida Blun (1849-1912). La coppia ebbe sette figli:
- Jesse Isidor Straus (1872-1936), che sposò Irma Nathan (1877-1970) e fu ambasciatore degli Stati Uniti in Francia dal 1933 al 1936;
- Clarence Elias Straus (1874-1876), deceduto nell'infanzia;
- Percy Selden Straus (1876-1944), che sposò Edith Abraham (1882-1957), figlia di Abraham Abraham;[2]
- Sara Straus (1878-1960) che sposò il Dr. Fabian Alfred Hess (1875-1933);[3]
- Minnie Straus (1880-1940) che sposò Richard Weil (1876-1918);
- Herbert Nathan Straus (1881-1933) che sposò Teresa Kuhn (1884-1977);
- Vivian Straus (1886-1974) che sposò Herbert Adolph Scheftel (1875-1914) e poi, nel 1917, George A. Dixon Jr. (1891-1956).[4]

Sua trisnipote è la cantante King Princess, all'anagrafe Mikaela Mullaney Straus.

## Titanic

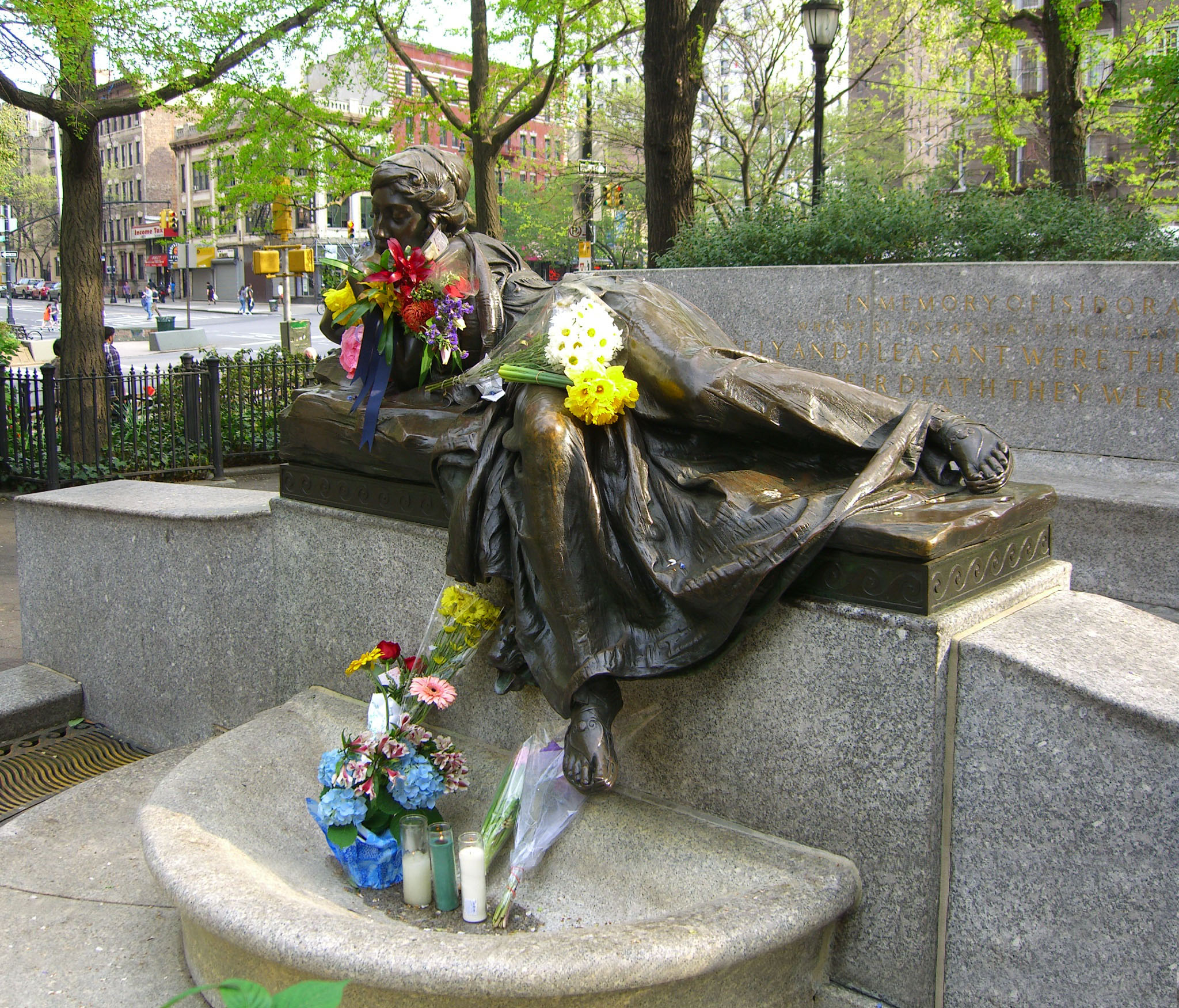
Il memoriale dedicato ai coniugi Straus al Woodlawn Cemetery

Isidor e Ida stavano tornando in America dopo un viaggio in Europa con la loro nipote Beatrice, con traversata compiuta all'andata a bordo del piroscafo Amerika della HAPAG. Per il viaggio di ritorno, Isidor e Ida s'imbarcarono il 10 aprile 1912 sul RMS Titanic, nave della White Star Line al suo viaggio inaugurale. La nipote Beatrice non prese invece parte al viaggio di ritorno.
I coniugi Straus, insieme alla neo assunta cameriera Ellen Bird e al domestico John Farthing, occuparono le cabine C-55 e C-57.
La notte del 14 aprile, la nave entrò violentemente in collisione con un iceberg creando una lunga falla sul lato di dritta della nave. Il danno era molto grave e di lì a poco la nave sarebbe naufragata. Il comandante Smith ordinò di imbarcare sulle poche lance a disposizione prima le donne e i bambini. Ida si rifiutò di lasciare la nave senza il marito e, come testimoniato dal superstite Archibald Gracie IV, diede la sua pelliccia alla cameriera Ellen Bird poco prima che questa s'imbarcasse sulla lancia di salvataggio n° 8. Il colonnello Gracie insistette sul fatto che l'ufficiale avrebbe concesso un posto anche a Isidor, ma egli non volle lasciare la nave prima degli altri uomini. Secondo le testimonianze, Ida avrebbe detto: "Non voglio separarmi da mio marito. Come abbiamo vissuto insieme, così moriremo, insieme".
I coniugi Straus, abbracciati, furono visti per l'ultima volta sul ponte lance. Entrambi morirono nel naufragio alle 2:20 del 15 aprile, quando il Titanic affondò definitivamente. Nel naufragio morì anche il domestico Farthing, mentre l'unica del gruppo che si salvò fu Ellen Bird.
Solo il corpo di Isidor venne ritrovato dalla CS Mackay-Bennett e sepolto prima al Beth-El Cemetery di Brooklyn e in seguito nel Woodlawn Cemetery del Bronx nel 1928.

## Memoriali dedicati agli Straus
Oltre al memoriale del Woodlawn Cemetery, ci sono altri tre memoriali dedicati ai coniugi Straus:
- Una targa commemorativa al piano principale del Macy's di Manhattan.
- L'Isidor and Ida Memorial al Parco Straus di Manhattan, all'incrocio tra Broadway e West End Avenue at W. 106th Street, dove abitò la coppia.
- Un'iscrizione alla New York City Public School di Manhattan.

Infine, una delle sale della Harvard Yard, la Straus Hall, è stata intitolata a Isidor e Ida dai loro tre figli maschi.

## Nella cultura di massa
I coniugi Straus sono stati ritratti nel film Titanic, latitudine 41 nord del 1958, nel film TV S.O.S. Titanic del 1979, nel film Titanic del 1953, nella miniserie TV Titanic e nel colossal Titanic del 1997 di James Cameron, interpretati da Lew Palter e Elsa Raven in un cameo (la scena in cui si tengono abbracciati sul letto della loro cabina che si sta riempiendo d'acqua) e in una scena tagliata davanti alla lancia di salvataggio n° 8, in cui Ida si rifiuta di salire sulla scialuppa di salvataggio e convince Isidor a fare lo stesso.